# Thomas Löfkvist
Karl Thomas Henry "Gotland" Löfkvist, född 4 april 1984 i Visby, är en svensk före detta professionell tävlingscyklist.
Löfkvist började sin karriär som mountainbikecyklist och blev svensk juniormästare när han vann Mountainbike-SM i Göteborg 2002. Han blev den yngsta svenska proffscyklisten genom tiderna när han blev professionell med det franska stallet Fdjeux.com 2004. Året innan hade han tävlat för svenska Team Bianchi Scandinavia. Under säsongen 2008-2009 tävlade han för Team Columbia, som är det före detta Team High Road-stallet och före det T-Mobile-stallet. I september 2009 skrev Löfkvist under ett treårigt kontrakt för det då nystartade brittiska cykelstallet Team Sky. Inför 2013 skrev han på för det då nybildade schweiziska stallet IAM Cycling Team.
På senare år har Thomas Löfkvist fått smeknamnet "Gotland" på grund av sitt ursprung, men som ung gick han under smeknamnet "lill-löken".

## 2004-2007
Löfkvist vann den sista etappen på Circuit de la Sarthe 2004, vilket betydde att han tog tillräckligt många sekunder från de andra cyklisterna för att svensken skulle vinna tävlingen sammanlagt. Franck Bouyer blev tvåa i tävlingen, 19 sekunder efter svensken. Fyra dagar senare segrade Franck Bouyer en sekund framför svensken i den franska halvklassikern Paris-Camembert. Thomas Löfkvist slutade tvåa.
Han betraktas som Sveriges mest lovande cyklist och var den yngste deltagaren i Tour de France 2005 och 2006.
Han deltog i OS i Aten, där han blev 34 av 37 cyklister under tempoloppet. På landsvägsloppet gick det sämre och han avslutade aldrig loppet.
Hans största resultat hittills i karriären var när han den 1 april 2007 vann den tredje etappen, ett tempolopp, på Critérium International. Han slutade tvåa totalt i tävlingen.
Löfkvist slutade tvåa på Vuelta a Espanas 14:e etapp 2007 till Villacarrillo. Det var Sveriges bästa insats i Spanien runt på 25 år. 

## 2008
Under säsongen 2008 slutade Thomas Löfkvist på en tredje plats i UCI ProTour-loppet Tirreno-Adriatico efter Fabian Cancellara och Enrico Gasparotto. Han vann också tävlingens ungdomstävling. Lövkvist slutade trea på det italienska etapploppets femte etapp, ett tempolopp, efter Fabian Cancellara och amerikanen David Zabriskie. Löfkvists storform bekräftades ytterligare av en total femteplats i det tuffa etapploppet Schweiz runt.
Svensken övertog den vita ungdomströjan från Romain Feillu på etapp 4 av Tour de France 2008. Löfkvist blev den andra svensken i historien att bära en ledartröja under Tour de France, senaste gången var 1982. Till slut slutade han på 41:a plats sammanlagt.
Den 30 augusti 2008 slutade svensken tvåa på etapp 1 av Tyskland runt, 16 sekunder efter stallkamraten i Team Columbia, tysken Linus Gerdemann. Dagen därpå slutade han trea på etapp 2 efter David De La Fuente och Pietro Caucchioli. Han slutade även trea på etapp 3. Under den sista etappen, ett tempolopp, vurpade svensken, men blev sexa på etappen och slutade tvåa totalt efter stallkamraten Linus Gerdemann. Löfkvist vann både tävlingens poäng- och ungdomstävling.

## 2009
Den 14-22 februari 2009 körde Thomas Löfkvist Tour of California, där han höll sig i toppen hela veckan och slutade på 5:e plats i sammandraget, två placeringar före Lance Armstrong. Levi Leipheimer vann tävlingen för tredje året i rad.
Den 7 mars tog Thomas Löfkvist sin första totalseger i en proffstävling då han vann det mycket tuffa endagsloppet Monte Paschi Eroica i Italien. 
Svensken var en av favoriterna till slutsegern i Tirreno-Adriatico. På etapp 5, ett tempolopp, slutade han trea bakom Andreas Klöden och Stijn Devolder. En dag tidigare hade han också slutat trea på en etapp.
Löfkvist slutade på fjärde plats totalt och vann ungdomstävlingen före Vincenzo Nibali. 
Den 22 april slutade Lfkvist på sjätte plats i La Fleche Wallonne efter en fin avslutning, sju sekunder bakom vinnaren Davide Rebellin.
Den 9 maj inleddes Giro d'Italia med en lagtempoetapp, som vanns av Thomas Löfkvists stall Team Columbia- High Road. Löfkvists stallkamrat Mark Cavendish korsade mållinjen som första man, vilket innebar att engelsmannen fick bära den rosa ledartröjan.
På den fjärde etappen slutade Thomas Löfkvist på sjunde plats efter en bra avslutning, på samma tid som vinnaren Danilo Di Luca. Löfkvist tog över totalledningen och blev tredje svensk genom tiderna i den rosa ledartröjan efter Gösta Pettersson och Tommy Prim. Lövkvist tog även över ledningen i ungdomstävlingen. Dagen därpå blev han etapptrea men förlorade den rosa tröjan till italienaren Danilo di Luca, som avslutade etapp 5 några sekunder före svensken och dessutom vann fler bonussekunder. Löfkvist bar den vita ungdomströjan under elva etapper innan han tappade tid på etappen mellan Pergola och Monte Petrano och belgaren Kevin Seeldraeyers tog över ledningen i tävlingen. Lövkvist slutade på fjärde plats i ungdomstävlingen och på en 25:e plats i den sammanlagda tävlingen, som ryssen Denis Mensjov vann.
På den sista etappen av Sachsen Tour tog Löfkvist sin andra seger för säsongen han vann med 19 sekunder före tvåan Silvère Ackermann. Löfkvist slutade på tredje plats på Giro dell'Emilia.

## 2010-2012
I juli 2010 slutade Löfkvist på 17:e plats i Tour de France, över 20 minuter bakom Alberto Contador, och blev den bäst placerade Team Sky cyklisten i tävlingen. Löfkvist var Team Skys kapten i Vuelta a España det året, men laget bestämde sig för att lämna loppet för att teamassistenten Txema Gonzalez avlidit.
I avsaknad av Bradley Wiggins fick Löfkvist ta ledarrollen på Giro d'Italia 2011, där han slutade 21:a plats totalt. Svensken blev sjuk under det italienska loppet. På hösten, hjälpte Löfkvist sina stallkamrater Chris Froome och Bradley Wiggins i Vuelta a Espana 2011. 

## 2013
I början av året vann Löfkvist det franska etapploppet Tour Méditerranéen. Denna seger var IAM Cyclings första vinst någonsin. Det blev inget Giro d'Italia för Löfkvist då IAM Cycling inte fick något wildcard till tävlingen.

## 2014
2014 blev återigen ett tufft år för Löfkvist, som inte lyckades prestera som han ville. Bland annat krossade han annat ett finger när han cyklade in i en bil. Dessutom drabbades han av återkommande sjukdomsperioder vilka störde träningen. Under vintern 2013/14 började han inse att det var något som inte stod rätt till. ”När jag var ute och cyklade kändes det som om bromsen låg på. Vissa dagar gick det okej, men andra dagar var jag helt väck”. Sommaren 2014 fick han diagnosen kronisk trötthet. ”Jag tvingades inse att det inte handlade om att jag hade en dålig dag eller en dålig vecka, jag hade helt enkelt inte längre den energi som krävs för att lyckas på den högsta nivån. Jag insåg att jag inte skulle kunna bli bättre än vad jag hade varit, och att jag inte skulle kunna köra de stora etapploppen och bidra på ett bra sätt”. I augusti meddelade han att han efter säsongen avslutar karriären, till följd av överträning.

## Efter karriären
Efter cykelkarriären var han först tränare för det nya svenska proffslaget Tre Berg-Bianchi under några år. Därefter studerade han ledarskap på Uppsala universitet. Han har också fungerat som expertkommentator i tv-sända cykellopp. Bland annat i maratonsändningen av VM i linjelopp från Glasgow i augusti 2023.

## Stall
- 2003 Team Bianchi Scandinavia (amatör)
- 2004 Fdjeux.com
- 2005-2007 Française des Jeux
- 2008-2009 Team Columbia
- 2010-2012 Team Sky
- 2013-2014 IAM Cycling

## Meriter
2013
1:a, Tour Méditerranéen
2012
8:a, Critérium International
2011
6:a, Vuelta a Andalucía
2010
2:a Strade Bianche
17:e Tour de France
6:a Tour du Limousin
2009
5:a, Tour of California
1:a,  Monte Paschi Strade Bianche
3:a,  etapp 4,  Tirreno-Adriatico
3:a,  etapp 5, Tirreno-Adriatico
4:a,  Tirreno-Adriatico
1:a,  Ungdomstävlingen, Tirreno-Adriatico
6:a,  La Fleche Wallonne
1:a, etapp 1, Giro d'Italia (lagtempo)
7:a,  etapp 4, Giro d'Italia
3:a,  etapp 5, Giro d'Italia
 Rosa ledartröjan, etapp 5, Giro d'Italia
 Vita ungdomströjan, etapp 5-15, Giro d'Italia
1:a, etapp 5, Sachsen Tour
3:a, Giro dell'Emilia
2008
1:a, Ungdomstävlingen, Tirreno-Adriatico
1:a, Poängtävlingen, Tyskland runt
1:a, Ungdomstävlingen, Tyskland runt
2:a, etapp 1, Tyskland runt
2:a, Tyskland runt
3:a, Tirreno-Adriatico
3:a, GP Kanton Aargau Gippingen
3:a, etapp 4, Tour of Georgia
3:a, etapp 5, Tirreno-Adriatico
3:a, etapp 2, Tyskland runt
3:a, etapp 3, Tyskland runt
5:a, Schweiz runt
6:a, etapp 8, Tyskland runt
9:a, Katalonien runt
 1:a,  Ungdomstävlingen, Tour de France, etapp 4-8
11:a, Etapp 4 Tour de France
11:a, Etapp 20 Tour de France
2007
1:a, etapp 3 (tempolopp), Critérium International, Frankrike
2:a, etapp 14, Vuelta a Espana, Spanien
2:a, Critérium International, Frankrike
2:a, etapp 1, Medelhavsloppet, (lagtempo), Frankrike
4:a, GP di Lugano, Schweiz
9:a, prolog, Paris-Nice, Frankrike
9:a, etapp 4, Paris-Nice, Frankrike
10:a, Medelhavsloppet, Frankrike
2006
 Sverige 1:a, Svenska mästerskapen - landsväg
2:a, etapp 2, Medelhavsloppet, Frankrike
2:a, etapp 3, Medelhavsloppet (lagtempo), Frankrike
2:a, Svenska mästerskapen - tempolopp
6:a, Medelhavsloppet, Frankrike
6:a, etapp 4, Volta a la Comunitat Valenciana, Spanien
9:a, totalt Volta a la Comunitat Valenciana, Spanien
10:a, etapp 4, Medelhavsloppet, Frankrike
2005
3:a, etapp 7 & 8, Polen runt
4:a, Polen runt
5:a, Medelhavsloppet, Frankrike
5:a, etapp 6, Polen runt
6:a, etapp 3, Medelhavsloppet, Frankrike
8:a, Trofeo Laigueglia, Italien
8:a, Züri Metzgete, Schweiz
8:a, etapp 3, Route du Sud, Frankrike
12:a, Paris-Nice, Frankrike
14:e, Tyskland runt
2004
1:a, Circuit de la Sarthe, Frankrike
1:a, etapp, Circuit de la Sarthe, Frankrike
 Sverige 1:a, Svenska mästerskapen - tempolopp
1:a, etapp, Tour de l'Avenir, Frankrike
2:a, Tour de l'Avenir, Frankrike
2:a, Paris-Camembert, Frankrike
3:a, Criterium des espoirs, Frankrike
3:a, etapp Criterium des espoirs, Frankrike
2003
1:a, Circuit des Ardennes, Frankrike
1:a etapp Circuit des Ardennes, Frankrike
1:a etapp Dookola Masowska, Polen